# Festival international de Baalbek
Le Festival international de Baalbeck (en arabe : مهرجانات بعلبك الدولية) est un événement culturel au Liban. Depuis 1955, des gens du monde entier se sont rendus dans la ville de Baalbek, dans la vallée de la Bekaa, pour assister à cet événement annuel. De la musique classique, de la danse, du théâtre, de l'opéra et du jazz, ainsi que de la musique du monde moderne sont joués chaque juillet et août.

## Histoire
En 1956, le festival est officiellement initié par le président Camille Chamoun pour promouvoir le tourisme et la culture au Liban, après le fructueux premier essai à l'été 1955. Il souhaite accueillir des artistes locaux et internationaux dans un cadre inédit,. 
Jean Cocteau s'y produit avec La Machine infernale.
De 1975 à 1996, le festival est interrompu en raison de la guerre civile.
En 2013, compte tenu de la guerre en Syrie, le festival doit changer de lieu et se déroule à Beyrouth jusqu'en 2014.
En 2020, dans un contexte de crise économique et sanitaire, un seul concert a lieu sans public. Joué par l'orchestre philharmonique du Liban, il est retransmis en direct à la télévision. 
En juillet 2021, et en guise de défi pour les ténébreuses circonstances qui prévalent le Liban, le Festival de Baalbeck s’est tenu en ligne. Il était infiniment prestigieux, on aurait dit un vrai mélange de jazz, rap, hip-hop, musique électro et rock indé. Il avait pour mission de supporter les jeunes artistes du pays des Cèdres.   
Egalement en 2021, #ShineOnLebanon a été organisé dans l’intention de relancer la scène musicale libanaise. C’était un genre de trajectoire musicale à travers dix différents sites archéologiques romains dans la région de la Bekaa. A chaque étape de cette trajectoire, on s’attendait à une performance musicale d’une durée moyenne de 8 minutes.   
En hommage au Liban et dans le but de soutenir Le Festival international de Baalbeck, IMA accueillera le 10 septembre 2021 un concert remarquable.  
Au cours de plus de 6 décennies, de nombreux artistes internationaux ont joué des spectacles/concerts au cœur de la Cité du Soleil romaine. Parmi ceux-ci, on peut citer : Matthieu Chedid et toute la famille Chedid, Jean-Michel Jarre, Ibrahim Maalouf, Carolyn Carlson, Ella Fitzgerald, Miles Davis, Oum Kalthoum et Fairuz ; en plus de Deep Purple, l’Orchestre philharmonique de New-York, le ballet de Maurice Béjart, Rudolf Noureev, la troupe de la Comédie-Française, et autres. En ce qui concerne la dernière édition du festival, « The Sound of Résilience », elle n’était pas comme les autres du fait qu’elle n’a pas accueilli de public à cause de la crise sanitaire.
Les présidents du festival ont été :
- 1956-1969 : Aimée Kettaneh
- 1970-1974 : Salwa Said
- 1975-2010 : May Arida
- 2011- : Nayla de Freige.